# Neemisküla
Neemisküla is een plaats in de Estlandse gemeente Elva, provincie Tartumaa. De plaats heeft de status van dorp (Estisch: küla) en telt 94 inwoners (2021).
Tot in oktober 2017 lag Neemisküla in de gemeente Rannu. Die gemeente werd in oktober 2017 bij de gemeente Elva gevoegd.
De plaats ligt ca. 1,5 km verwijderd van het meer Võrtsjärv. Tussen Neemisküla en Tamme rijst de oever van het meer over een afstand van 200 meter tot 8 meter op: bij deze zandstenen rotsen uit het Devoon werden in de 19e eeuw fossielen van placodermen gevonden.

## Geschiedenis
Neemisküla werd voor het eerst genoemd in 1582 onder de Poolse naam Miemieszkula. De plaats behoorde tot het landgoed van Rannu en na 1688 tot het landgoed Tammenhof (Tamme), toen dat van Rannu was afgesplitst.
In 1977 werden de buurdorpen Kirikuküla en Saviküla en een deel van Sangla bij Neemisküla gevoegd. Met Kirikuküla (‘Kerkdorp’) kwam de kerk van Rannu over.
De kerk van Rannu, gewijd aan Sint-Maarten, de Rannu Martini kirik, dateert vermoedelijk uit de 15e eeuw. De kerk is een paar maal vernield in de oorlogen van de 17e eeuw en nogmaals in de Grote Noordse Oorlog. Daarna is de kerk herbouwd. In 1835 werd een houten toren toegevoegd en in 1876 kreeg de kerk grotere ramen. De preekstoel, de oudste in het Baltische gebied, dateert uit het midden van de 16e eeuw.

## Foto's

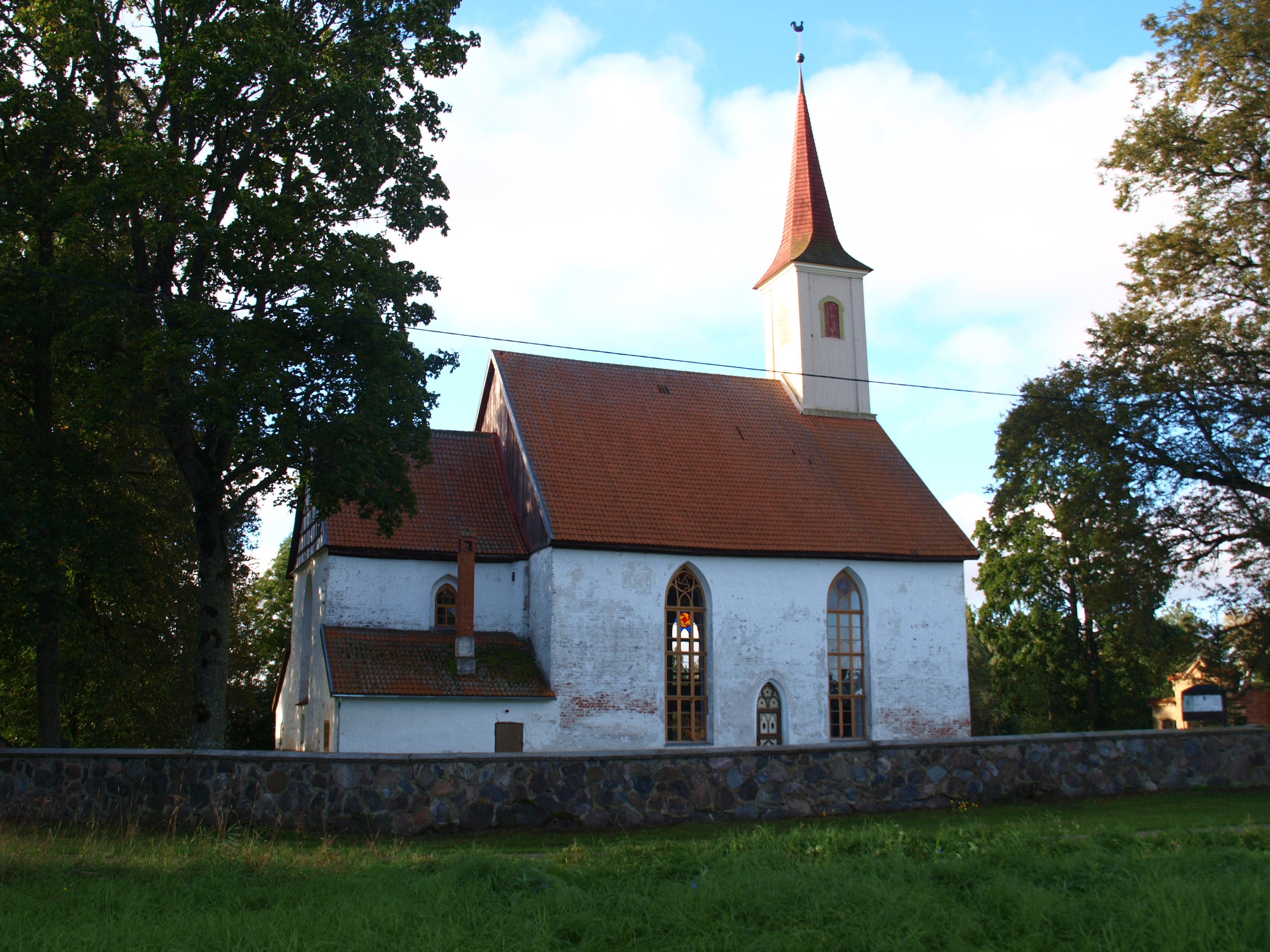
De Sint-Maartenskerk
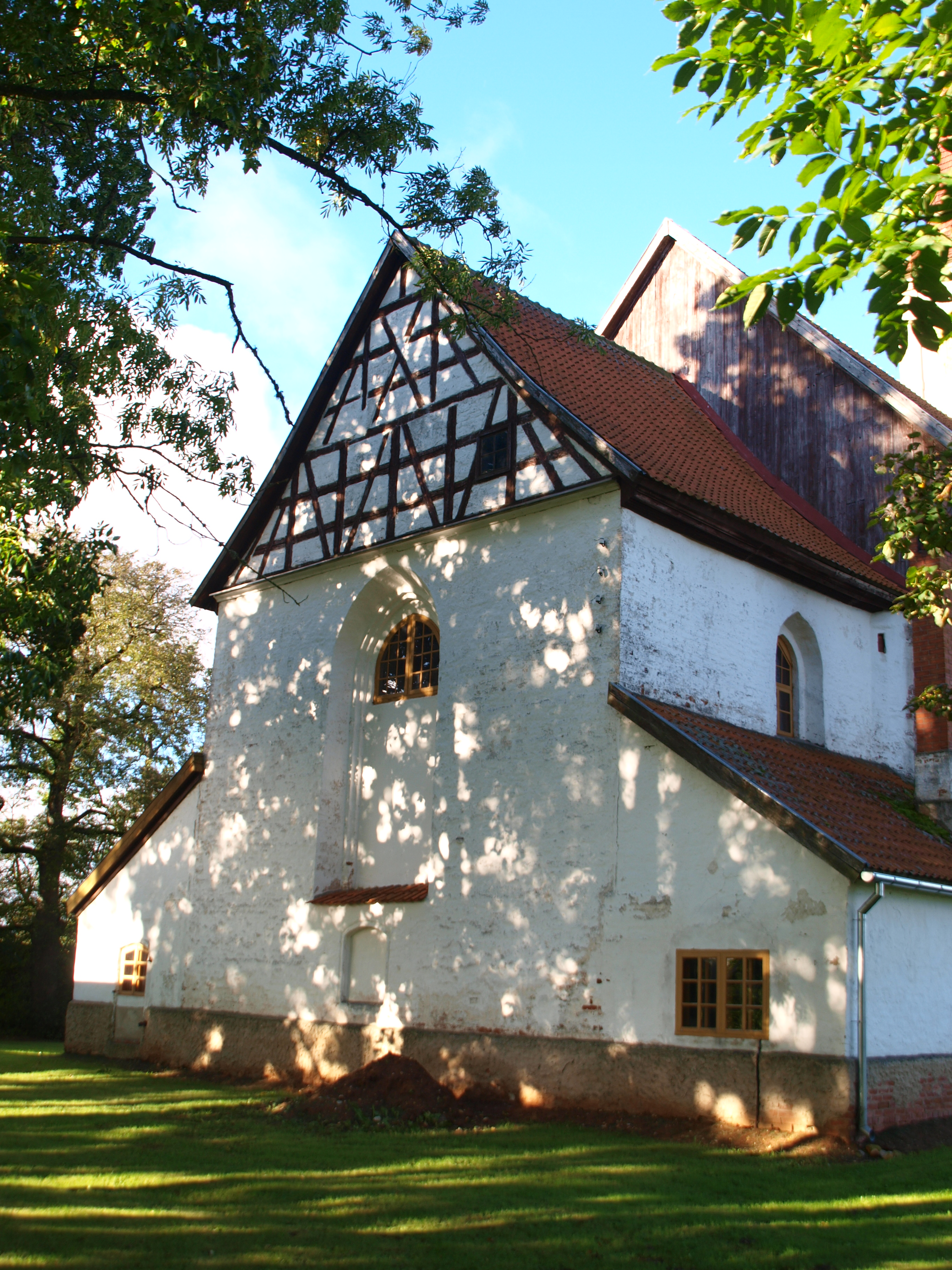
De achterzijde van de kerk
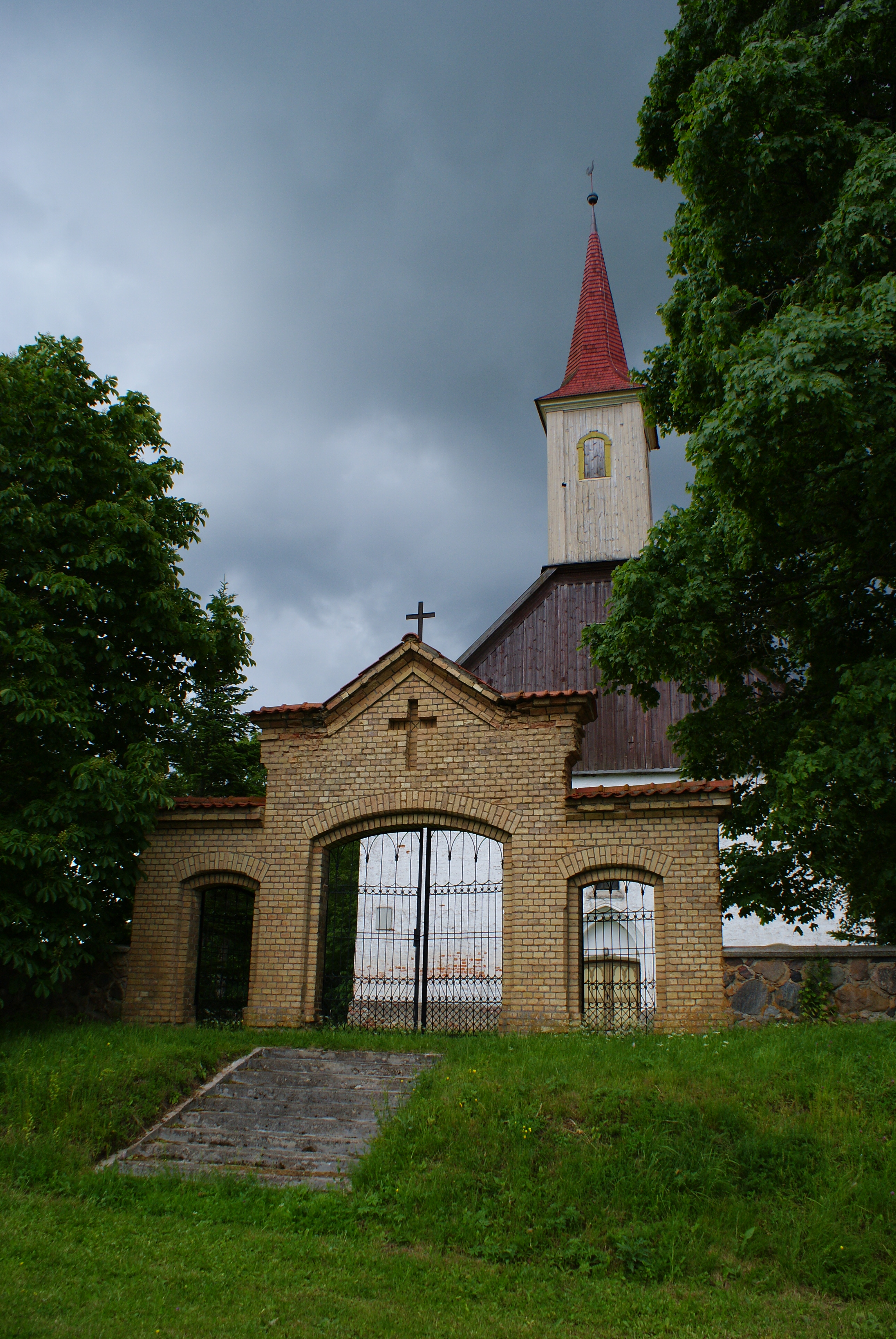
De toegangspoort